# Milli Vanilli
Milli Vanilli was een Duits-Frans popduo bestaande uit Fab Morvan en Rob Pilatus die In hun korte bestaan (1988 - 1991) zo'n 45 miljoen platen verkochten. Ze zijn berucht als de enige band ooit waarvan een Grammy Award is geretourneerd toen bekend werd dat ze zelf geen noot gezongen hadden van het album waarvoor ze de prijs hadden gewonnen. Dit gebeurde al of niet dwangmatig. Grotendeels wordt gezegd dat de teruggave een eigen initiatief was. Bovendien bleek dat ze ook playbackten tijdens al hun live-concerten. Wel was er eerder een Grammy uitgereikt  aan een (bij de start) niet zelf zingende formatie. Het betrof de gewonnen R&B award van de Silver Convention in 1976 voor het niet zelf gezongen nummer Fly, Robin, Fly. De dames van die groep waren wel getalenteerde zangeressen omdat ze direct live in tv shows moesten zingen. Een door Pilatus en Morvan zelf  georganiseerde Milli Vanilli tour waarbij ze hun eigen zang en rap zouden introduceren ging niet door omdat  het voor de oprichter van de act als naamhouder een koud kunstje was om de reeks concerten te cancelen.
Hoewel ze bij lange na niet de enige band zijn die zo (gedeeltelijk) te werk is gegaan of slechts bij aanvang  – andere bekende voorbeelden zijn C&C Music Factory, Black Box, Chilly (Brad Howell), Cappella, Blue System, Boney M., Modern Talking, Plastic Bertrand, Silver Convention en Corona - is het duo Milli Vanilli hierdoor symbool geworden van bedrog in de muziekwereld.

## Ontstaan
De producer en zanger Frank Farian (tevens de man achter en mannelijke studio stem van Boney M.) plaatste Morvan en Pilatus op advies van zijn vrouw, tevens zijn secretaresse (genaamd Milli), als gezichten voor de promotie van een klaarliggend nummer, Girl you know it's true.  Dit werd gedaan omdat  de eigenlijke zangers – Charles Shaw, Johnny Davis en Brad Howell – niet te marketen waren. Omdat het duo hun aanname te danken hadden aan Milli ontstond de groepsnaam Milli Vanilli.
Morvan en Pilatus waren echter niet door Farian bij elkaar gezet. De toen 2 jonge heren ontmoetten elkaar al eerder en hadden besloten om samenwerkend de muziek/show scène in te gaan. Ze waren vooral getalenteerde break dancers. Vlak voor Milli Vanilli waren ze samen met een zangeres de gezichten van het project Empire Bizarre waarbij hun stemmen daadwerkelijk op het eindproduct stonden. Empire Bizarre's projectleider Ralph Siegel, hun allereerste producer, was er bewust van dat ze geen geweldige zangers waren maar vond ze wel opneembaar. Overigens was Pilatus in 1987 on stage te zien voor de inzending van het Eurovisiesongfestival met de groep Wind. Deze groep werd ook geproduceerd door Ralph Siegel.
Pilatus die geen onbekende voor Farian was bezocht Farians studio en vroeg  of Farian mogelijkheden zag om iets voor hem en Morvan te betekenen. Farian wist niet wat maar zijn vrouw, tevens Farians secretaresse onder de naam Milli, kaartte de kant en klare opname Girl, you know its true aan. Ze zag het helemaal voor zich. Dat goedklinkende nummer gebracht door die twee fantastische breakdansers. Farian raakte overtuigd en verzon achter Milli de toevoeging Vanilli. En daar was het duo door een wereld producer gecontracteerd.
Morvan en Pilatus waren dus geen professionele zangers. De platenmaatschappij van Milli Vanilli heeft achteraf openlijk toegegeven dat ze een ander geluid wilde hebben voor de band en Pilatus en Morvan voorhield dat de andere (en eigenlijke) zangers puur als achtergrondzangers zouden dienen. Tijdens het opnameproces kwamen de twee erachter dat dit niet klopte. En bleek ook nog eens dat hun eigen ingezongen partijen weggefilterd waren. De productie bleef zoals die was omdat de heringezongen versie niet kon tippen aan de zang door de ervaren studiozangers. Omdat ze er al zo ver in zaten en contractueel moesten meewerken, gingen ze toch door. Dit bevestigt hun niet toenmalige professionele zangstemmen want dan was weigering meer logisch. Echter, indien de verhalen die ter ronde gaan dat er afgesproken werd dat ze dan wel op de volgende opnames mochten zingen waar zijn, is hun besluit als zangers dan nog volgbaar. Aan die afspraak had Farian zich dan niet gehouden, want er werd nooit door Morvan en Pilatus gezongen op de Milli Vanilli producties.Tijdens een eerste interview met muziekzender MTV viel al op dat hun Engels niet zo goed was, waardoor enige twijfel rees of ze de teksten wel echt zelf hadden gezongen. Dit werd echter verder niet opgepakt. Opmerkelijker is het dat ze in feite al op 21 juli 1989 tijdens een live optreden in Lake Compounce in Bristol (Connecticut) rechtstreeks door de mand zijn gevallen. De opname van Girl You Know It's True die stiekem op de achtergrond werd gedraaid bleef op een gegeven moment vastzitten, waarna Morvan en Pilatus van het podium af renden, waarschijnlijk omdat ze dachten ontmaskerd te zijn. Het aanwezige publiek schijnt het nochtans niet te zijn opgevallen dat er iets bijzonders gebeurde.
Het eerste album van Milli Vanilli, All or Nothing, werd een groot Europees succes. Het tweede album, Girl you know it's true, werd een nog groter succes, hoewel Charles Shaw de waarheid reeds aan een verslaggever had verteld. Het werd in De Verenigde Staten 6 maal platina. Frank Farian betaalde Shaw zwijggeld en de zaak liep met een sisser af. Het nummer Girl I'm gonna miss you werd in Nederland een nummer 1-hit in beide hitlijsten op Radio 3; zowel de Nationale Hitparade Top 100 op de TROS-donderdag als de Nederlandse Top 40 op de Veronica-vrijdag.
Op 22 februari 1990 won Milli Vanilli een Grammy Award voor de beste nieuwe artiest.
In 2023 komt de Milli Vanilli documentary uit, geregisseerd door Luke Korem. De film ging in première op het Tribeca film festival in New York op 7 juni 2023 en kreeg lovende kritieken, waaronder een score van 100% op Rotten Tomatoes.

## Ondergang
Op 15 november 1990 werd publiekelijk bekend dat de beide gezichten van Milli Vanilli zelf nooit gezongen hadden, nadat Farian dit enkele dagen eerder tegenover verslaggevers had opgebiecht. Deze opbiechting deed hij als reactie op de door Morvan en Pilatus opgestelde eisen zoals doorgang van live concerten, hogere betaling en eigen studiozang. Bovendien was het voor Farian ondertussen ook al duidelijk dat er geen veilige doorgang was voor de toegepaste playbacktruc. Ze hebben destijds zelf aangeboden de gewonnen Grammy Award terug te geven omdat ze vonden dat het 'spel' niet eerlijk gespeeld was, ze zijn er dus nooit toe gedwongen. De Grammy Award-organisatie heeft het voorstel geaccepteerd en de Grammy Award terug genomen. De drie American Music Awards die hen waren uitgereikt mochten ze echter houden.
Er werden ongeveer dertig juridische processen tegen de twee aangespannen wegens hun bedrog. Een Amerikaanse rechter bepaalde dat iedereen die het album gekocht had, recht had op terugbetaling.
Morvan heeft destijds een interview gegeven met het Nederlandse 'Wat Heet', waarin hij vertelde hoe het allemaal is gegaan.

## Nasleep
Met de echte zangers werd onder de naam Real Milli Vanilli geprobeerd het aanvankelijke succes van Milli Vanilli voort te zetten. Dit mislukte, al had de nieuwe band wel enige bekendheid. De naam "Milli Vanilli" was echter besmet geraakt.
Rob Pilatus probeerde enige tijd later met Fab Morvan door te breken onder de naam Rob & Fab waarbij in ieder geval Morvan zong op de opnames. In verschillende interviews vertelt Morvan dat Pilatus zich vanwege zijn persoonlijke problemen niet voor honderd procent kon concentreren op zang. Het proces van opnames was al begonnen en dat moest gewoon afgerond worden en dus dan maar alleen maar met zang van Morvan. Pilatus was voor enkele nummers wel (mede) producer en of componist. Na het beperkte succes van de lancering onder Rob & Fab raakte Pilatus, die al sinds de succesjaren verslaafd was aan cocaïne, aan lager wal en belandde ten slotte zelfs in de criminaliteit. In 1998 werd hij dood aangetroffen in Frankfurt kort na verlating van een afkickkliniek. Met als doodsoorzaak hartfalen als gevolg van gebruik van alcohol, medicamenten en drugs. Naar zeggen van Morvan is ervan uit te gaan dat het geen zelfmoord was wat door derden wel vermoed werd maar dat Pilatus hoogstwaarschijnlijk had besloten om nog één keer high te worden voor de beslissing om voor altijd drugsvrij door het leven te gaan.

## Recentere verhoudingen binnen het Milli Vanilli team/de oud leden
Passend bij het Milli Vanilli verhaal zou zijn dat al mogelijke relaties verbroken zouden zijn. Vreemd genoeg is en was dat niet het geval.
Tussen Farian en Pilatus die er weer bovenop was gekomen was er overeenkomst gekomen en werd er gewerkt aan nieuw Milli Vanilli materiaal. Pilatus beschikte door de jaren heen via training over een betere zang en was ervan overtuigd dat die de "Brad Howell vocals" zelf aankon omdat hij die zang helemaal tot zichzelf trok. Beiden geloofden in een nieuwe toekomst voor Milli Vanilli en lag een weer vollere portemonnee ook ten grondslag voor Pilatus met vooral een spaarpot voor zijn toen elfjarige zoon. Door het plotselinge overlijden van Pilatus heeft promotie niet plaats kunnen vinden en is niets van het materiaal uitgebracht. Morvan beweerde dat er van een goede band tussen Pilatus en Farian geen sprake was maar dat slechts schijn was vanwege zakelijk belang. Wel is duidelijk dat Pilatus veel aan Farian te danken had. Via betaling was Pilatus na een arrestatie wegens mishandeling van een dader die in zijn auto inbrak weer vrij man en werd de afkickkliniek opname bekostigd door Farian. Verzoeningsbeelden van Farian met Pilatus tonen geen schijn. Ook "Milli" (Farians toenmalige vrouw en secretaresse) had een goede band met Pilatus.
Morvan treedt tot de dag van vandaag nog op met Milli Vanilli nummers. Op zowel de Nederlandse tv als radio heeft die laten horen dat die wel degelijk over enig zangtalent beschikt. Enige jaren gaf hij samen na een eerste kennismaking met een van de echte studiozangers, de inmiddels overleden John Davis, optredens onder Milli Vanilli Face Meets Voice. Over de verhouding met Farian valt te zeggen dat hij Farian niet haatte maar hem niet meer wou ontmoeten (zijn woorden uit een Nederlands radio interview). Mogelijkerwijze kon die verhouding hersteld zijn via Milli Vanilli Face Meets Voice vanwege benodigde toestemming om in diverse Duitse tv shows  met Davis op te treden. Morvan staat achter de muziek van Milli Vanilli maar betreurt het niet zelf mogen zingen verhaal en dat die samen met Pilatus alleen dans- en entertainertalent kon tonen. Morvan en in mindere mate ook Pilatus hebben later getoond ook over schrijverstalent (muziek en tekst) te beschikken. Pilatus alleen via het album Rob & Fab maar Morvan ook via solomateriaal. 
Studiozanger Brad Howell toont in 2018 zijn waardering voor de producties van Farian en ook voor de playback kwaliteit en beleving in de songs die Pilatus had. Wat de Milli Vanilli studiozangers nou zelf van bedrogzang vinden hebben ze nooit laten weten. Over het algemeen wordt het pas later ontmaskerd door goed oplettendheid van concertbezoekers, d.j's (via stemherkenning van een mogelijke zanger) of bijvoorbeeld interviewers. Bij Milli Vanilli duurde het ondanks geruchten eigenlijk best wel lang mede doordat de concerten ook playback waren zodat er geen zangverschil te horen valt. Wel had de stem van Brad Howell herkend moeten zijn. Zo zong hij de leads voor de 1978 Duitse productie For your love van de formatie Chilly. Als je het weet hoor je het.

## Overlijden van de producer
De producer Frank Farian overleed wegens algemene verzwakking in januari 2024, zijnde 2 jaar na een hartoperatie. Zijn overlijden bereikte in vele landen de media. Over de manier van afscheidsname is echter niets bekend zodat  gesteld kan worden dat er in besloten kring afscheid genomen is. Wel bekend is dat Morvan zijn medeleven heeft getoond aan de nabestaanden.

## Samenwerking van Morvan en de Nederlandse rapper Ray Slijngaard
Morvans eigen zangkunst heeft ondanks solo projecten, diverse live optredens op zowel televisie als tijdens festivals nog steeds niet het grote publiek bereikt. Morvan hoopt op een doorbraak via een in 2024 tot stand gekomen samenwerking met Ray Slijngaard van 2 Unlimited. Onder Future Love, een duo waarvan beiden door de hel van de muziekindustrie zijn gegaan zei Morvan in SBS Shownieuws. In Nederland werd op 9 augustus de single Be the one uitgebracht.

## Discografie

### Albums
| Album met eventuele hitnotering(en) in de Nederlandse Album Top 100 | Datum van verschijnen | Datum van binnenkomst | Hoogste positie | Aantal weken | Opmerkingen |
| ------------------------------------------------------------------- | --------------------- | --------------------- | --------------- | ------------ | ----------- |
| All or nothing                                                      | 1988                  | 03-12-1988            | 38              | 20           |             |
| All or nothing (US Remix album)                                     | 1989                  | 26-08-1989            | 1(5wk)          | 33           |             |
| Greatest hits                                                       | 2006                  | -                     |                 |              |             |

### Singles
| Single met eventuele hitnotering(en) in de Nederlandse Top 40 | Datum van verschijnen | Datum van binnenkomst | Hoogste positie | Aantal weken | Opmerkingen                                                            |
| ------------------------------------------------------------- | --------------------- | --------------------- | --------------- | ------------ | ---------------------------------------------------------------------- |
| Girl you know it's true                                       |                       | 27-08-1988            | 4               | 11           | Veronica Alarmschijf Radio 3 / nr. 2 in de Nationale Hitparade Top 100 |
| Baby don't forget my number                                   |                       | 21-01-1989            | 6               | 10           | Nr. 7 in de Nationale Hitparade Top 100                                |
| Blame it on the rain                                          |                       | 29-07-1989            | 2               | 10           | Nr. 2 in de Nationale Hitparade Top 100                                |
| Girl I'm gonna miss you                                       |                       | 30-09-1989            | 1(5wk)          | 15           | Nr. 1 in de Nationale Hitparade Top 100                                |
| All or nothing                                                |                       | 20-01-1990            | 11              | 6            | TROS Paradeplaat Radio 3 / nr. 9 in de Nationale Top 100               |
| Keep on running                                               |                       | 17-11-1990            | 9               | 6            | Veronica Alarmschijf Radio 3 / nr. 7 in de Nationale Top 100           |

### NPO Radio 2 Top 2000
Van Milli Vanilli stond alleen Girl I'm Gonna Miss You in 2000 in de NPO Radio 2 Top 2000, op plek 1320.